# Флавио Рома
Флавио Рома (итал. Flavio Roma; 21. јун 1974) бивши је италијански фудбалер који је играо на позицији голмана.

## Клупска каријера
Омладинску школу почео је у Лацију у чији је сениорски тим ушао касније, али није забележио ниједан лигашки наступ већ је ишао на позајмице. За Монако је играо од 2001. до 2009. године и био дугогодишњи први голман. Од 2009. до 2012. је наступао за Милан, да би се 2012. године вратио у Монако где је и завршио каријеру.

## Репрезентативна каријера
За репрезентацију Италије наступао је на три пријатељске утакмице 2005. године.